# Hilversumsche Mixed Hockey Club
Hilversumsche Mixed Hockey Club (kratica:HMHC) nizozemski je športski klub u hokeju na travi iz Hilversuma.
Utemeljen je 30. rujna 1904. godine. 

## Poznati igrači i igračice
- Jenne Langhout
- Jan de Looper
- Henk de Looper
- Tonny van Lierop
- René Sparenberg

## Vanjske poveznice
- (nizoz.) Službene stranice  Arhivirana inačica izvorne stranice od 22. kolovoza 2007. (Wayback Machine)